# Karl Politz

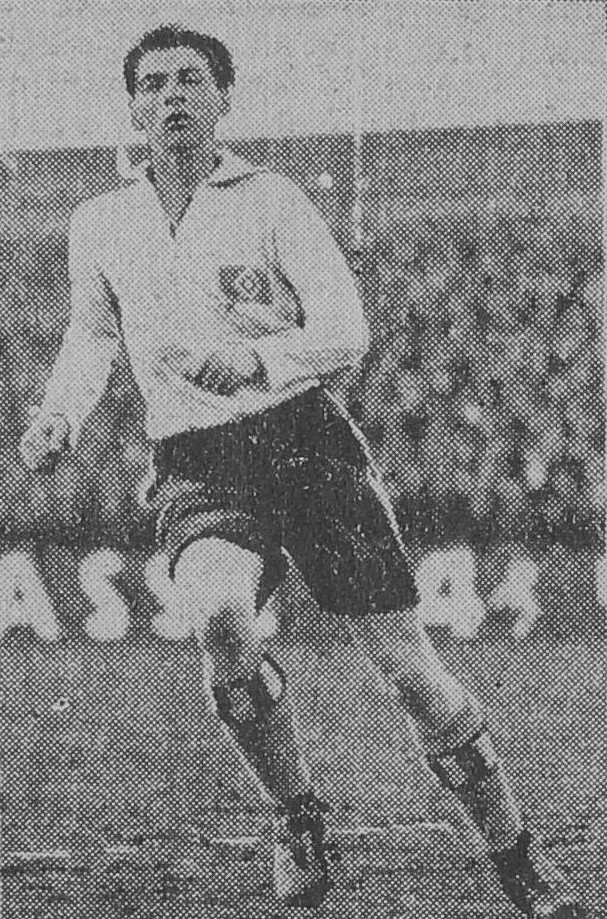
Karl Politz, um 1934

Karl Politz (* 14. August 1903 in Hamburg; † 5. September 1987), auch „Kalli“ genannt, war ein deutscher Fußballspieler. Der Offensivspieler bestritt in seiner Zeit beim Hamburger SV sein einziges Länderspiel am 14. Januar 1934 in Frankfurt am Main beim 3:1-Sieg der  A-Nationalmannschaft gegen die Nationalmannschaft Ungarns.

## Karriere

### Vereine

#### St. Pauli Sport, 1912 bis 1931
Politz, als Stürmer „das Wiesel“ genannt, spielte bis 1931/32 für seinen Heimatverein St. Pauli Sport, mit einem Abstecher zu Union 03 Altona 1920/21. Er wechselte in der Saison 1931/32 zum Hamburger SV in die Oberliga Groß-Hamburg. Zum Start der Gauliga Nordmark spielte er mit den „Rothosen“ die ersten zwei Runden, 1933/34 und 1934/35, in einer von 16 höchsten deutschen Spielklassen im Deutschen Reich, ehe er im Sommer 1935 sein aktive Spielerlaufbahn beendete. Eine Spezialität von Politz waren seine genauen und gefühlvollen Flanken. Gelernt hatte er die filigrane Ballbehandlung zu Beginn des 20. Jahrhunderts auf der Straße – wie viele Fußballgrößen seiner Zeit. Als Knirps jagte er im Holpergassengewirr des Schanzenviertels „fußballähnlichen Gebilden“ hinterher. Zusammen mit den Hamburger Fußballpionieren Hüttmann, Hatje, Meder, Jürgens, Voß und Stöterau errang Politz die norddeutsche Jugendmeisterschaft für den St. Pauli Sport, einem Vorgänger von Grün-Weiß Eimsbüttel. Die Nachwuchskicker setzten ihre Erfolge in der Herren-Konkurrenz fort, bis in die Elbekreis-Staffel. Diese Spielklasse war zusammen mit „Nordhannover“ und dem Alsterkreis die höchste Liga in Norddeutschland. In der Runde 1927/28 gewann er im Elbekreis mit St. Pauli Sport die Meisterschaft, verlor das Finalspiel um die Meisterschaft von Groß-Hamburg am 11. März 1928 vor 8.000 Zuschauern mit 0:3 gegen den Sieger des Alsterkreises, den Hamburger SV, und war damit für die Endrunde um die Norddeutsche Meisterschaft 1928 qualifiziert. Da belegten Politz und Kollegen mit 3:9 Punkten den sechsten Rang; das Spiel gegen den mit 12:0 Punkten die Meisterschaft holenden Hamburger SV verloren sie am 13. Mai 1928 mit 1:2. In dieser Phase hatte er mit Norddeutschland auch am 29. April 1928 in Breslau das Finalspiel um den Bundespokal gegen Südostdeutschland bestritten. Das Team des Gastgebers setzte sich mit den Leistungsträgern Bruno Lehmann und Fritz Langner mit 2:0 durch. Politz hatte an der Seite von Hans Rave den linken Flügel gebildet.
In der Saison 1928/29 belegte St. Pauli Sport in der „Runde der Zehn“ 1929 den 6. Rang und kam deshalb zu einem Qualifikationsspiel zum Einzug in die Endrunde um die Norddeutsche Meisterschaft; das verloren Politz und seine Mannschaftskollegen gegen Holstein Kiel mit 1:6. In der Saison 1929/30 belegte Politz mit St. Pauli Sport in der Oberliga Groß-Hamburg den 8. Rang und 1930/31 den 7. Rang. In der laufenden Runde 1931/32 wechselte er als Nachfolger von Hans Rave zum Hamburger SV.

#### Hamburger SV, 1931 bis 1935
In der Saison 1931/32 absolvierte der Mann von St. Pauli Sport lediglich am 21. Februar 1932, bei einem 4:0-Erfolg beim ETV Eimsbüttel einen Einsatz für den die Meisterschaft gewinnenden Hamburger SV. Er stürmte auf Rechtsaußen und erzielte einen Treffer. In den Spielen um die Norddeutsche Meisterschaft kam er bei den Erfolgen gegen den Bremer SV (4:2) und den ETV (7:1) zweimal zum Zuge und erzielte fünf Tore. In der Endrunde um die deutsche Fußballmeisterschaft kam er in den zwei Spielen gegen den VfL Benrath (3:1) und Schalke 04 (2:4) nicht zum Einsatz; an seiner Stelle stürmte am linken Flügel Fritz Gröber. Gegen Altona 93 verlor er mit dem HSV am 5. März 1933 das Entscheidungsspiel um die Meisterschaft in Hamburg; Politz hatte in 17 Ligaspielen drei Tore erzielt und war auch Schütze des Ehrentreffers beim Entscheidungsspiel. Als Norddeutscher Meister 1933 nahm er mit dem Hamburger SV an der Endrunde um die Deutsche Meisterschaft 1933 teil und kam bei der 1:4-Niederlage im Auftaktspiel gegen Eintracht Frankfurt das einzige Mal in diesem Wettbewerb zum Einsatz.
In den ersten zwei Runden in der neu installierten Gauliga Nordmark, 1933/34 und 1934/35, reicht es hinter dem Eimsbütteler TV jeweils zur Vizemeisterschaft. Die Mannen um Hans Rohde, Otto Rohwedder und Herbert Panse erwiesen sich zu stark und verhinderten den Einzug des HSV in die Endrunden um die deutsche Meisterschaft. Politz hatte in 35 Ligaeinsätzen zehn Tore erzielt.
Im Sommer 1935 beendete er seine Ligalaufbahn. Politz hatte nicht nur auf dem Platz mit sportlichen Höchstleistungen aufgewartet, er genoss auch wegen seiner Fairness hohes Ansehen: Nie wurde er vom Platz gestellt! Im fortgeschrittenen Alter ließ der Edelmann auf dem Rasen den Fußball links liegen und spielte beim HT 16 Faustball. Das Fitnessprogramm des vorbildlichen Sportsmannes komplettierten das Radfahren und die Gymnastik. Er lebte in der Eimsbüttler Osterstraße und war beruflich Abteilungsleiter einer chemischen Fabrik in Uetersen gewesen.

### Nationalmannschaft/Auswahlberufungen
Der begnadete Linksfuß bestritt sein einziges Länderspiel am 14. Januar 1934 in Frankfurt am Main beim 3:1-Sieg der  A-Nationalmannschaft gegen die Nationalmannschaft Ungarns. Reichstrainer Otto Nerz bildete dabei den linken Flügel der Nationalmannschaft mit den beiden HSVern Rudolf Noack und Politz, welcher für Stanislaus Kobierski aus Düsseldorf auf Linksaußen spielte. Im Sturmzentrum debütierte auch noch der junge Mittelstürmer des FV Saarbrücken, Edmund Conen. Vom 7. bis 19. Mai 1934 nahm Politz auch noch am WM-Lehrgang teil, am Turnier nahm er aber dann nicht teil. In einem Testspiel gegen die englische Profimannschaft von Derby County (5:2) stürmte er aber in Frankfurt am linken Flügel.
Mit der Auswahl des Gaues Nordmark war er auch noch im Bundespokal 1934/35 in den Spielen gegen den Mittelrhein (3:2 n. V.), Sachsen (4:2) und am 3. März 1935 im Halbfinale in Hamburg gegen Mitteldeutschland (2:4) im Einsatz. In den drei Spielen trat die Nordmark-Elf jeweils mit der Angriffsbesetzung Wilhelm Ahlers, Otto Rohwedder, Herbert Panse, Rudolf Noack und Karl Politz an. Das Halbfinale verloren Politz und Kollegen nach einer 2:0-Halbzeitführung gegen den späteren Pokalsieger Mitteldeutschland.
Zum 1. Mai 1937 trat er der NSDAP bei (Mitgliedsnummer 4.056.109).

## Erfolge
- Meister Elbekreis 1927/28 mit St. Pauli Sportverein 1928
- Vizemeister der Gauliga Nordmark 1934, 1935
- Norddeutscher Meister 1932, 1933
- Groß-Hamburger Bezirksmeister 1932, 1933